# Sebastian Samuelsson
Nils Sebastian Samuelsson (Malmköping, 28 de marzo de 1997) es un deportista sueco que compite en biatlón.
Participó en dos Juegos Olímpicos de Invierno, en los años 2018 y 2022, obteniendo dos medallas en Pyeongchang 2018, oro en el relevo masculino y plata en la prueba de persecución.
Ganó once medallas en el Campeonato Mundial de Biatlón entre los años 2019 y 2024, y una medalla de oro en el Campeonato Europeo de Biatlón de 2019.

## Palmarés internacional
| Juegos Olímpicos   | Juegos Olímpicos             | Juegos Olímpicos  | Juegos Olímpicos        |
| Año                | Lugar                        | Medalla           | Prueba                  |
| ------------------ | ---------------------------- | ----------------- | ----------------------- |
| 2018               | Pyeongchang (Corea del Sur)  | Medalla de oro    | Relevo                  |
| 2018               | Pyeongchang (Corea del Sur)  | Medalla de plata  | Persecución             |
| Campeonato Mundial |                              |                   |                         |
| Año                | Lugar                        | Medalla           | Prueba                  |
| 2019               | Östersund (Suecia)           | Medalla de bronce | Relevo mixto individual |
| 2021               | Pokljuka (Eslovenia)         | Medalla de plata  | Persecución             |
| 2021               | Pokljuka (Eslovenia)         | Medalla de plata  | Relevo                  |
| 2021               | Pokljuka (Eslovenia)         | Medalla de bronce | Relevo mixto            |
| 2021               | Pokljuka (Eslovenia)         | Medalla de bronce | Relevo mixto individual |
| 2023               | Oberhof (Alemania)           | Medalla de oro    | Salida en grupo         |
| 2023               | Oberhof (Alemania)           | Medalla de bronce | Persecución             |
| 2023               | Oberhof (Alemania)           | Medalla de bronce | Individual              |
| 2023               | Oberhof (Alemania)           | Medalla de bronce | Relevo                  |
| 2024               | Nové Město (República Checa) | Medalla de oro    | Relevo                  |
| 2024               | Nové Město (República Checa) | Medalla de bronce | Relevo mixto            |
| Campeonato Europeo |                              |                   |                         |
| Año                | Lugar                        | Medalla           | Prueba                  |
| 2019               | Minsk-Raubichi (Bielorrusia) | Medalla de oro    | Relevo mixto            |